# Rhys Frake-Waterfield
Rhys Frake-Waterfield (Southend-on-Sea, 1991) è un regista, produttore cinematografico, sceneggiatore e montatore britannico, ideatore del Twisted Childhood Universe.

## Carriera
Nel 2021, Frake-Waterfield ha lasciato il suo lavoro presso la EDF Energy con l'obiettivo di creare film horror a basso budget, iniziando poi a creare lungometraggi. Ne ha girati 36 in due anni.
Pochi giorni dopo che il romanzo Winnie Puh era diventato di pubblico dominio il 1º gennaio 2022, ha annunciato che avrebbe diretto un film slasher ispirato al celebre orsetto. La notizia ha destato clamore e molte polemiche, tanto che Waterfield e il co-produttore Scott Jeffrey hanno affermato di aver ricevuto persino minacce di morte e petizioni per cancellare il film, che sarebbe uscito in ogni caso nel febbraio 2023, ricevendo molte critiche ma un grande successo al botteghino: di fronte al budget di 50 000 dollari, la pellicola ha incassato un totale di 7 milioni. 
In seguito, Waterfield ha annunciato il sequel, uscito poi nel 2024 e con un buon successo, questa volta, da parte di critica e fan, e l'universo cinematografico The Twisted Childhood Universe, che comprende tra i vari progetti in lavorazione anche rivistazioni horror di Peter Pan, Pinocchio, la Bella Addormentata e il film Bambi: The Reckoning, prodotto nel 2025.

## Filmografia parziale

### Regista e montatore
- Winnie-the-Pooh - Sangue e miele (Winnie-the-Pooh: Blood and Honey) (2023)
- Winnie-the-Pooh - Tutto sangue e niente miele (Winnie-the-Pooh: Blood and Honey 2) (2024)

### Sceneggiatore
- Winnie-the-Pooh - Sangue e miele (Winnie-the-Pooh: Blood and Honey) (2023)
- Winnie-the-Pooh - Tutto sangue e niente miele (Winnie-the-Pooh: Blood and Honey 2) (2024)

### Produttore
- Winnie-the-Pooh - Sangue e miele (Winnie-the-Pooh: Blood and Honey), regia di Rhys Frake-Waterfield (2023)
- Winnie-the-Pooh - Tutto sangue e niente miele (Winnie-the-Pooh: Blood and Honey 2), regia di Rhys Frake-Waterfield (2024)
- Bambi: The Reckoning, regia di Dan Allen (2024)